# Dischistocalyx thunbergiiflorus
Dischistocalyx thunbergiiflorus är en akantusväxtart som beskrevs av T. Anders.. Dischistocalyx thunbergiiflorus ingår i släktet Dischistocalyx och familjen akantusväxter. Inga underarter finns listade i Catalogue of Life.